# Tin Can Bay
Tin Can Bay – miasto w Australii, w stanie Queensland.